# Léon Xanrof
Léon Alfred Fourneau, genannt Xanrof, später Léon Xanrof (geb. 1867 in Paris; gest. 1953 ebenda), war ein französischer Dramatiker, Komponist und Chansonnier des Künstlerviertels Montmartre.

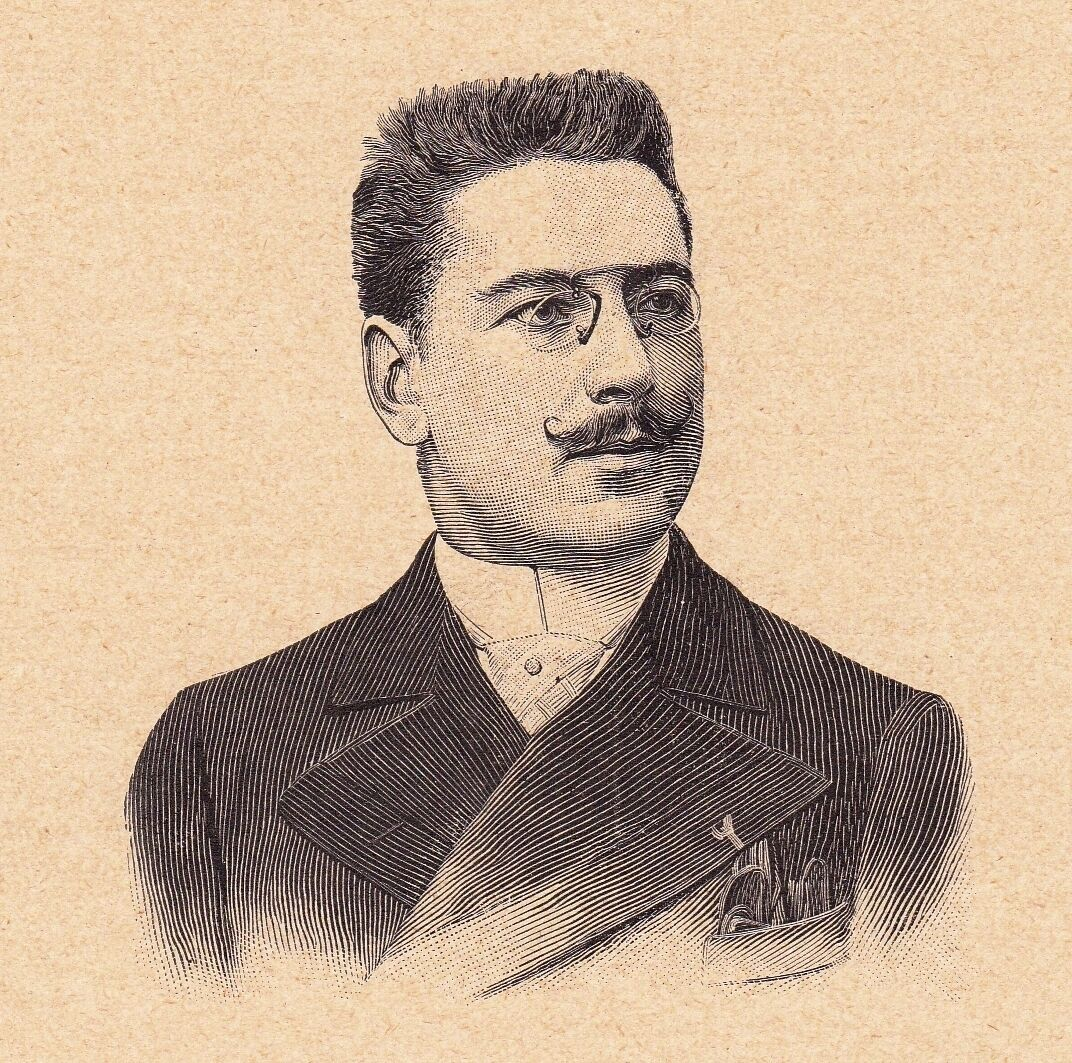
Léon Xanrof

## Leben und Werk
Xanrof wurde 1867 als Léon Fourneau in Paris geboren. Er nahm später seinen Künstlernamen Xanrof an, der aus dem rückwärts geschriebenen lateinischen Wort fornax („Ofen“) gebildet wurde, bevor er Léon Xanrof als seinen gesetzlichen Namen annahm. Der Chansonnier und Komponist verfasste auch Märchen und Kurzgeschichten, Komödien, Revuen und Operetten. Er wurde als Chansonnier im Kabarett Chat Noir bekannt, in dem er seine eigenen Lieder vortrug.

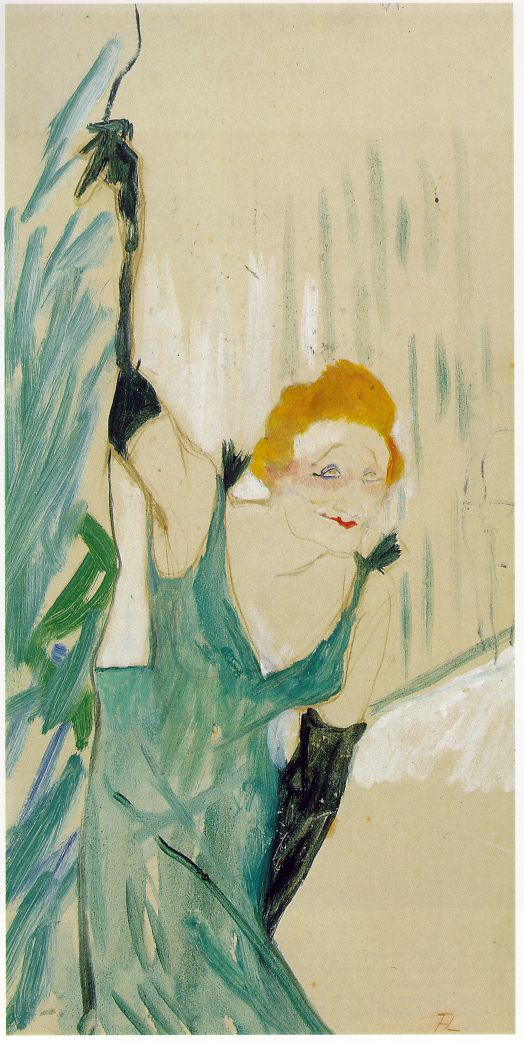
Yvette Guilbert begrüßt das Publikum 1894, Henri de Toulouse-Lautrec

Eines seiner beliebten Stücke ist Le fiacre, das von der Diseuse Yvette Guilbert vorgetragen wurde.
In seiner Geschichte des Quartier Latin (mit dem französischen Titel Pochards et pochades. Histoires du quartier latin) legt der Chansonnier des Montmartre eine Sammlung von humorvollen Kurzgeschichten vor.
Er war mit der französischen Opernsängerin Marguerite Carrère verheiratet.	
Xanrof ist auf dem Montmarte-Friedhof begraben.

## Werke
- Rive gauche, chansons d'étudiants (1888)
- Chansons sans-gène (1890) Digitalisat
- Chansons parisiennes, répertoire du Chat noir (1890–1891)
- Chansons à Madame (1891)
- Pochards et pochades, histoires du Quartier Latin (1891)
- Chansons à rire (1892)
- L'Amour et la vie, nouvelles (1894)
- Lettres ouvertes (1894)
- Bébé qui chante (1894)
- Chansons ironiques (1895)
- La Forme ! la fô.. ô.. orme ! (1897)
- Juju, recueil de nouvelles et de saynètes (1897)
- L'Œil du voisin, recueil de contes (1897)
- De l'autel à l'hôtel (1902)
- Une et un font trois (1903)
- C'est pour rire (1911)
- Le Mécanique de l'Esprit (1931)
- Chacun treize à la douzaine (1933)

Theater

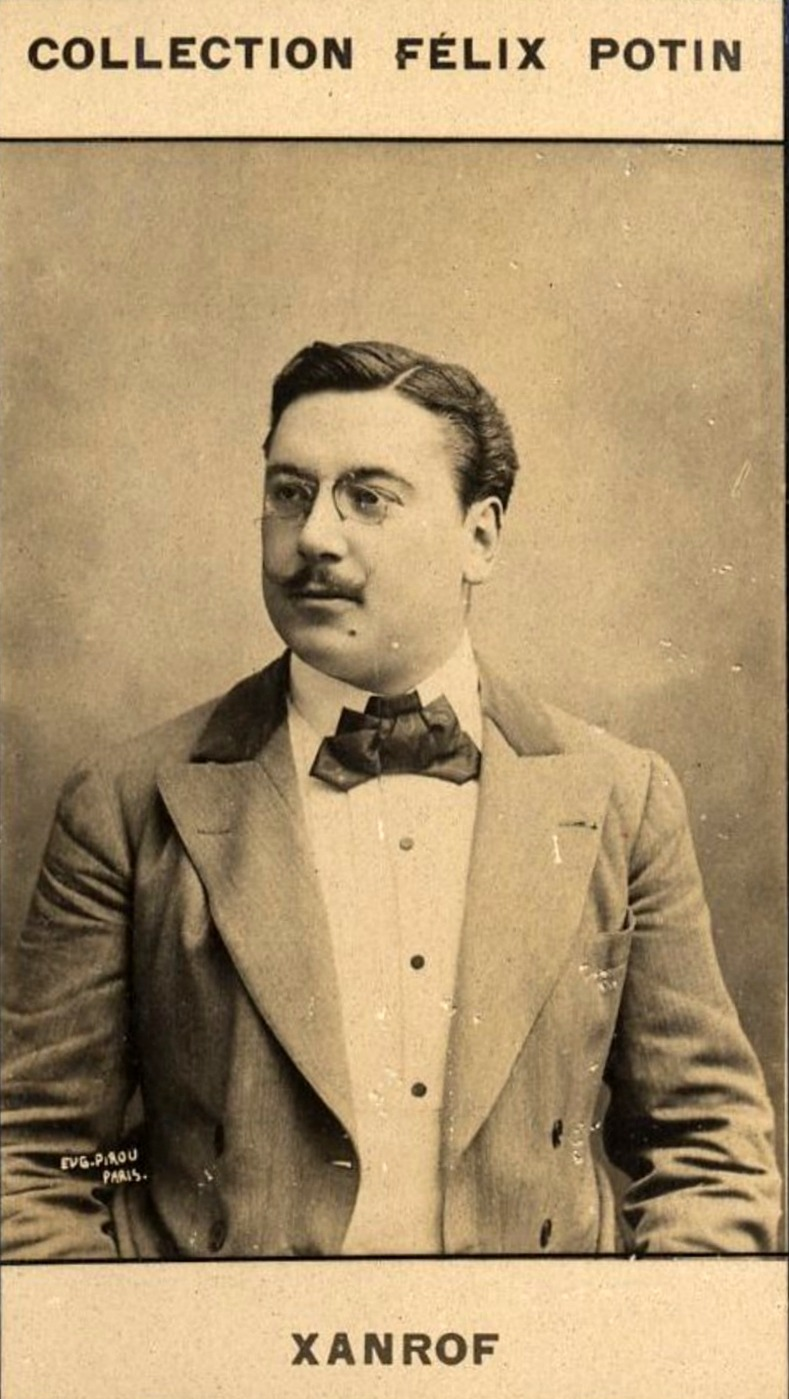

- Chez le peintre, farce d'atelier en 1 acte, avec M. Bernac, Paris, Théâtre d'Application, 8. März 1888
- Ohé, l'amour ! revue en 2 tableaux, avec Cellarius, Paris, Scala, 18. April 1896
- Madame Putiphar, opérette en 3 actes, avec Ernest Depré, musique d'Edmond Diet, Paris, Théâtre de l'Athénée, 27. Februar 1897
- Pour être aimée, comédie en 3 actes, avec Michel Carré, Paris, Théâtre de l'Athénée, 27. Februar 1901
- Le Prince consort, comédie en 3 actes, avec Jules Chancel, Paris, Théâtre de l'Athénée, 25. November 1903
- Son premier voyage, comédie en 1 acte et 2 tableaux, Paris, Théâtre des Deux Masques, 5. November 1905
- En douceur, comédie en 1 acte, avec Pierre Veber, Paris, Théâtre des Mathurins, 23. Oktober 1906
- Un coup de foudre, vaudeville en 3 actes, Paris, Théâtre des Folies-Dramatiques, 16. April 1908
- S.A.R. (Son Altesse royale), comédie musicale en 3 actes, avec Jules Chancel, musique d'Ivan Caryll, Paris, Théâtre des Bouffes-Parisiens, 11. November 1908
- Rève de valse, opérette en 3 actes, adaptation de Léon Xanrof et Jules Chancel, d'après F. Dörmann et L. Jacobson, musique d'Oscar Straus, Paris, Théâtre de l'Apollo, 1910
- Les Petites étoiles, opérette en 3 actes, avec Pierre Veber, musique de Henri Hirschmann, Paris, Théâtre Apollo, 23. Dezember 1911

Kino
- La Fête de Marguerite, scénario de Léon Xanrof, Pathé frères, 1911

Bücher
- Pochards et pochades. Histoires du quartier latin. Librairie Marpon & Flammarion, Paris, s.d. [1891]
- Paris qui m'amuse. Illus. de Lourdey. Paris   1893 Digitalisat
- Chansons ironiques. Flammarion s.d. [1895]. Paroles et musique de Xanrof. Illustrations de P. Balluriau.
- Cher maître!; scenes rapides en un acte. Paris 1900 Digitalisat
- Chansons à rire. Dessins de Grün J. & Lourdey. Paris, Flammarion, s.d., ca. 1925

- Das Absteigquartier. Wien und Leipzig, Wiener Verlag, 1905 (Bibliothek berühmter Autoren, Band 34)